# Global Cultural Districts Network
Le Global Cultural Districts Network (GCDN) est un regroupement de centres urbains à vocation culturelle ou artistique mondial. Il a été fondé en 2014 par Adrian Ellis (en) et mis sur pied par la New Cities Foundation, le Dallas Arts District et la firme AEA Consulting.

## Membres fondateurs
Dix autres membres fondateurs se sont joints du GCDN:
| - Barbican Centre - Londres - Barangaroo Delivery Authority - Sydney - Ville de Sydney - Dallas Arts District - Dallas - Downtown Brooklyn Cultural District and Brooklyn Academy of Music - New York | - Festival d'Édimbourg - Édimbourg - Grand Center - Saint-Louis - Partenariat du Quartier des spectacles - Montréal - Sharjah Museums Department - Charjah - University Circle - Cleveland |